# Anochece en la India
Anochece en la India és una pel·lícula espanyola escrita i dirigida per Chema Rodríguez. Es tracta d'una coproducció internacional, produïda per Producciones Sin Un Duro (Espanya), Jaleo Films (Espanya), Strada Film (Romania), Atmo independent film (Suècia), Canal Sur i Film i Väst.
Va començar a rodar-se el 25 de juny de 2012, a Bucarest (Romania), per a continuar fins a finals de juliol en localitzacions d'Espanya (Sevilla i província) i Turquia. La segona fase de rodatge va tenir lloc entre febrer i març de 2013, a Almeria i l'Índia, on va finalitzar el 25 de març de 2013. Fou estrena a Espanya 11 d'abril de 2014

## Argument
Narra la història del viatge que Ricardo (Juan Diego) i Dana (Clara Voda) emprenen per terra des d'Espanya fins a l'Índia. Ricardo, després d'una vida viatgera en la qual es va dedicar durant anys a portar hippies a l'Índia, creuant Europa, Turquia, l'Iran i el Pakistan, porta anys en cadira de rodes a causa d'una malaltia degenerativa. Quan aquesta aconsegueix la seva fase final, Ricardo decideix realitzar, per última vegada, aquest viatge que tantes vegades va fer, i tornar al lloc on una vegada va ser feliç. En aquesta ocasió, ho fa acompanyat per Dana, la seva assistenta romanesa.
És una road movie que usa el viatge com a excusa per a contar una història sobre l'amor, el pas del temps i el valor del present. I sobre la importància del viatge en si, més enllà del fet d'arribar a destí.

## Repartiment
- Juan Diego com Ricardo.
- Clara Voda com Dana.
- Javier Pereira com Saúl.
- Linda Molin com Karin.

## Premis
La pel·lícula va participar en la Secció Oficial del Festival de Màlaga 2014, i va ser guardonada amb la Biznaga de Plata al Millor Actor (Juan Diego) i al Millor Muntatge.
Festival de Màlaga
| Any  | Categoria         | Persona/Pel·lícula | Resultat  |
| ---- | ----------------- | ------------------ | --------- |
| 2014 | Millor actor      | Juan Diego         | Guanyador |
| 2014 | Millor muntatge   | José M. G. Moyano  | Guanyador |
| 2014 | Millor Pel·lícula | --                 | Nominada  |

Medalles del Cercle d'Escriptors Cinematogràfics de 2014
| Any  | Categoria           | Persona/Pel·lícula                          | Resultat |
| ---- | ------------------- | ------------------------------------------- | -------- |
| 2014 | Millor guió adaptat | Chema Rodríguez David Planell Pablo Burgués | Nominada |

XXIX Premis Goya
| Any  | Categoria           | Persona/Pel·lícula                          | Resultat |
| ---- | ------------------- | ------------------------------------------- | -------- |
| 2014 | Millor guió adaptat | Chema Rodríguez David Planell Pablo Burgués | Nominada |

XXIII Premis Turia
| Any  | Categoria    | Persona/Pel·lícula | Resultat  |
| ---- | ------------ | ------------------ | --------- |
| 2014 | Millor actor | Juan Diego         | Guanyador |